# Взятка. Из блокнота журналиста В. Цветкова
«Взятка. Из блокнота журналиста В. Цветкова» — советский двухсерийный телевизионный художественный фильм 1983 года, снятый режиссёром Игорем Шатровым. Премьера фильма состоялась в 1983 году на Центральном телевидении СССР.

## Сюжет
Действие фильма происходит в СССР в начале 1980-х годов.
Дочь ветерана Великой Отечественной войны Ирина Михайловна Михова по совету Софьи Тюриной (матери одной своей пациентки) даёт взятку инспектору райжилотдела Оловянниковой, чтобы получить новые квартиры. Журналист районной газеты Цветков хочет написать о ветеране Михове статью. Но Ирина Михайловна убедительно просит его не делать этого, признаваясь, что ордера на новые квартиры она получила только после дачи взятки. Цветков предаёт дело огласке, заявляя своему начальству: «Никакой статьи о ветеране не будет, а вместо неё будет статья о взятке». Оловянникову вычисляют, против неё возбуждают уголовное дело, потом её саму арестовывают. А её коллегу Курихина, с которым она делила полученные взятки, исключают из рядов КПСС.

## В ролях
| Актёр                   | Роль |
| ----------------------- | --- |
| Иван Лапиков            | ветеран Великой Отечественной войны, отец Ирины Ревзиной и Марии Миховой Михаил Андреевич Михов (озвучил Игорь Ефимов) |
| Лидия Федосеева-Шукшина | сотрудница райжилотдела Наталья Осиповна Оловянникова                                                                  |
| Анатолий Ромашин        | начальник райжилотдела Сергей Кузьмич Курихин                                                                          |
| Марина Левтова          | младшая дочь Михаила Михова, студентка медицинского университета, невеста (позже — жена) Валерия Курихина Мария Михова |
| Людмила Дмитриева       | старшая дочь Михаила Михова, врач-педиатр Ирина Михайловна Ревзина                                                     |
| Альгис Арлаускас        | сын Сергея Курихина, студент, работник стройбригады, жених (позже — муж) Марии Миховой Валерий Курихин                 |
| Юрий Каюров             | прокурор района Иван Яковлевич                                                                                         |
| Виктор Проскурин        | следователь прокуратуры района Куров                                                                                   |
| Владимир Носик          | журналист районной газеты Владимир Иванович Цветков                                                                    |
| Светлана Немоляева      | Курихина, мать Валерия Курихина и жена Сергея Курихина                                                                 |
| Игорь Кашинцев          | главный редактор районной газеты Борис Борисович                                                                       |
| Людмила Соловьёва       | мать пациентки Ирины Ревзиной Соня Тюрина                                                                              |
| Николай Парфёнов        | посетитель Оловянниковой Афанасий Гаврилович Петербуржский                                                             |
| Галина Дёмина           | жена Михаила Михова, мать Ирины Ревзиной и Марии Миховой Вера Семёновна Михова                                         |
| Владимир Старостин      | муж Ирины Виктор Ревзин                                                                                                |
| Николай Засухин         | первый секретарь райкома партии Николай Иванович Соколовский                                                           |
| Борис Гусаков           | председатель райисполкома Степан Захарович                                                                             |
| Юрий Чернов             | монтажник Кузя |
| Фёдор Одиноков          | друг Михаила Михова, ветеран Великой Отечественной войны Егор Петрович                                                 |
| Николай Смирнов         | друг Михаила Михова , ветеран Великой Отечественной войны Степан Лукич                                                 |
| Анатолий Кубацкий       | ветеран Великой Отечественной войны друг Михаила Михова                                                                |
| Вадим Вильский          | ветеран Великой Отечественной войны друг Михаила Михова                                                                |
| Евгений Быкадоров       | посетитель редакции районной газеты Ходьков                                                                            |
| Вячеслав Горбунчиков    | фотокорреспондент в редакции районной газеты                                                                           |
| Сергей Скрипкин         | сотрудник редакции районной газеты                                                                                     |
| Вадим Захарченко        | «дядя» монтажника Кузи, нелегальный покупатель цемента на стройке (нет в титрах)                                       |

## Съёмки
Фильм снимался в Калуге. В то же время в фильме несколько раз звучит мелодия песни о Москве, которая называлась «Я всегда возвращаюсь к тебе» и часто звучала в исполнении Иосифа Кобзона в середине — второй половине 1980-х. В той песне есть следующие строчки:
«И мне светло, светло от добрых звёзд,
Светло, что есть на свете ты, Москва!»
Также в картине звучат мелодия песни «Нам нужна одна победа», которая впервые прозвучала в фильме «Белорусский вокзал» (1970) и песня «Чайка» в исполнении Федосеевой-Шукшиной.